# Partido Comunista da Ucrânia
O Partido Comunista da Ucrânia (em ucraniano: Комуністична партія України, Komunistychna partiya Ukrayiny, KPU) foi um partido político da Ucrânia, encontrando-se banido pelas autoridades do país desde 2015.
O Partido Comunista foi fundado em 1993 como sucessor da secção ucraniana do Partido Comunista da União Soviética, mantendo a ideologia de linha comunista e marxista-leninista e, rapidamente, se tornou um dos partidos mais influentes do país. Nas eleições de 2014, os comunistas ficaram, pela primeira vez na história, fora do parlamento.
Os comunistas, por causa do seu apoio aos movimentos separatistas de Donetsk e Lugansk e a anexação da Crimeia pela Rússia, foram acusados de traição pelas autoridades ucranianas, o que culminou com o partido ser banido em 2015. O KPU apelou esta ordem ao Tribunal Europeu dos Direitos Humanos, estando ainda a aguardar pelo veredicto final.

## Resultados eleitorais

### Eleições presidenciais
| Data | Candidato apoiado | 1ª Volta  | 1ª Volta   | 2ª Volta   | 2ª Volta   |
| Data | Candidato apoiado | Votos     | %          | Votos      | %          |
| ---- | ----------------- | --------- | ---------- | ---------- | ---------- |
| 1994 | Oleksandr Oroz    | 3 466 541 | 13,3 (3.º) |            |            |
| 1999 | Petro Symonenko   | 5 849 077 | 23,1 (2.º) | 10 665 420 | 38,8 (2.º) |
| 2004 | Petro Symonenko   | 1 396 135 | 5,0 (4.º)  |            |            |
| 2010 | Petro Symonenko   | 872 877   | 3,5 (6.º)  |            |            |
| 2014 | Petro Symonenko   | 272 723   | 1,5 (9.º)  |            |            |

### Eleições legislativas
| Data | Votos     | %          | +/-  | Deputados | +/- | Status            |
| ---- | --------- | ---------- | ---- | --------- | --- | ----------------- |
| 1994 | 3 683 332 | 12,7 (1.º) |      | 86 / 450  |     | Governo           |
| 1998 | 6 550 353 | 25,4 (1.º) | 12,7 | 121 / 450 | 35  | Apoio parlamentar |
| 2002 | 5 178 074 | 20,8 (2.º) | 4,6  | 66 / 450  | 55  | Oposição          |
| 2006 | 929 591   | 3,7 (5.º)  | 17,1 | 21 / 450  | 45  | Governo           |
| 2007 | 1 257 291 | 5,4 (4.º)  | 1,7  | 27 / 450  | 6   | Oposição          |
| 2012 | 2 687 246 | 13,2 (4.º) | 7,8  | 32 / 450  | 5   | Apoio parlamentar |
| 2014 | 611 923   | 3,9 (8.º)  | 9,3  | 0 / 423   | 32  | Extra-parlamentar |